# 随念寺
随念寺（ずいねんじ）は、愛知県岡崎市門前町にある浄土宗の寺院。山号は仏現山善徳院。本尊は阿弥陀如来。

## 概要

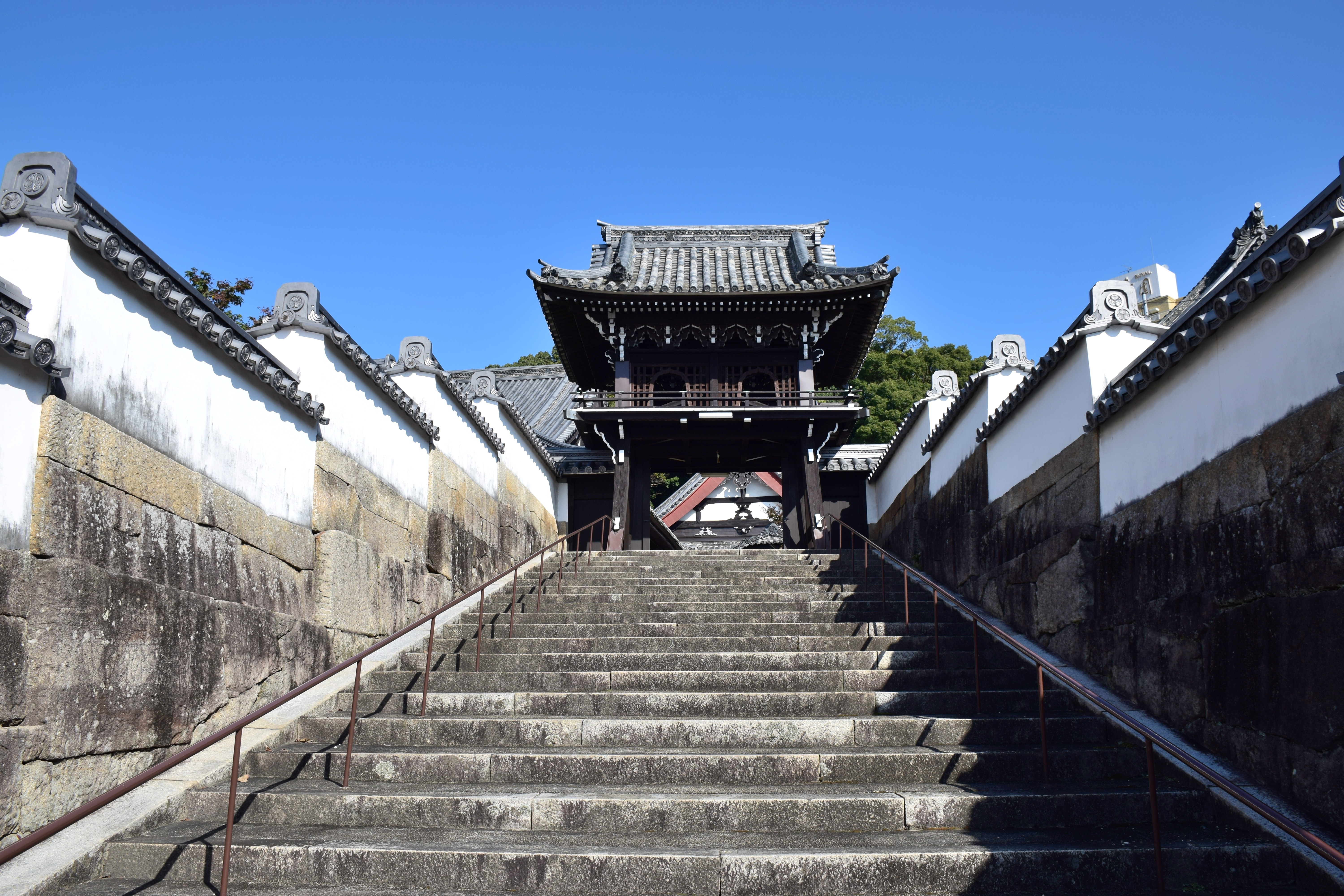
山門

1562年（永禄5年）、徳川家康が大樹寺十五世黁誉魯聞を開山に創立した。大樹寺の末寺。
尾張を攻略しようと守山に陣を構えていた松平清康は1535年（天文4年）12月5日、家臣阿部正豊に斬られ即死した（当該事件を「森山崩れ」という）。家康は祖父清康の遺骸をこの地で荼毘に付し、墓塔を建てて善徳院墓塔と称したとされるが、家康が生まれたのは清康の死の8年後である。また、次のような史料もある。清康の遺骸を岡崎に運ぶ途中、損傷が酷くなったために仮に祭った墓が、西尾市 長縄町の観音寺(浄土宗西山深草派) 近くの畑地にある。後に大樹寺に移された。その跡地には、現在も清康の祠として残っている。
また、家康の生母於大と生別以来養育してきた清康の妹・久子（於久）が1561年（永禄4年）に岡崎城中で没し、その墓が遺言によって清康の墓とならんで建てられた。随念寺の名は久子（於久）の法名（随念院）に由来するとされる。彼女は竹千代（家康）が今川氏の人質となっていた時代には安祥松平家の中で唯一岡崎にいた人物であり、竹千代（家康）に代わって松平氏当主の権限の一部を代行していたとする説を唱える研究者もいるほどの大きな存在であった。
慶長・元和期に入ると、松平氏ゆかりの寺社は家康の先祖に対する権威付けにより寺格が高められた。1610年（慶長15年）に清康の妹・久子（於久）の50年忌法要が行われ、追善供養のため大乗経を一日で写経する頓写が催された。1612年（慶長17年）には庫裏が、1619年（元和5年）には岡崎の大工坂田弥右衛門によって本堂が再建された。
岡崎藩の水野家、本多家の藩士や近世前期の有力町人の墓が多い。松平清康唯一の絵画を有する。

## 岡崎初期教育施設として

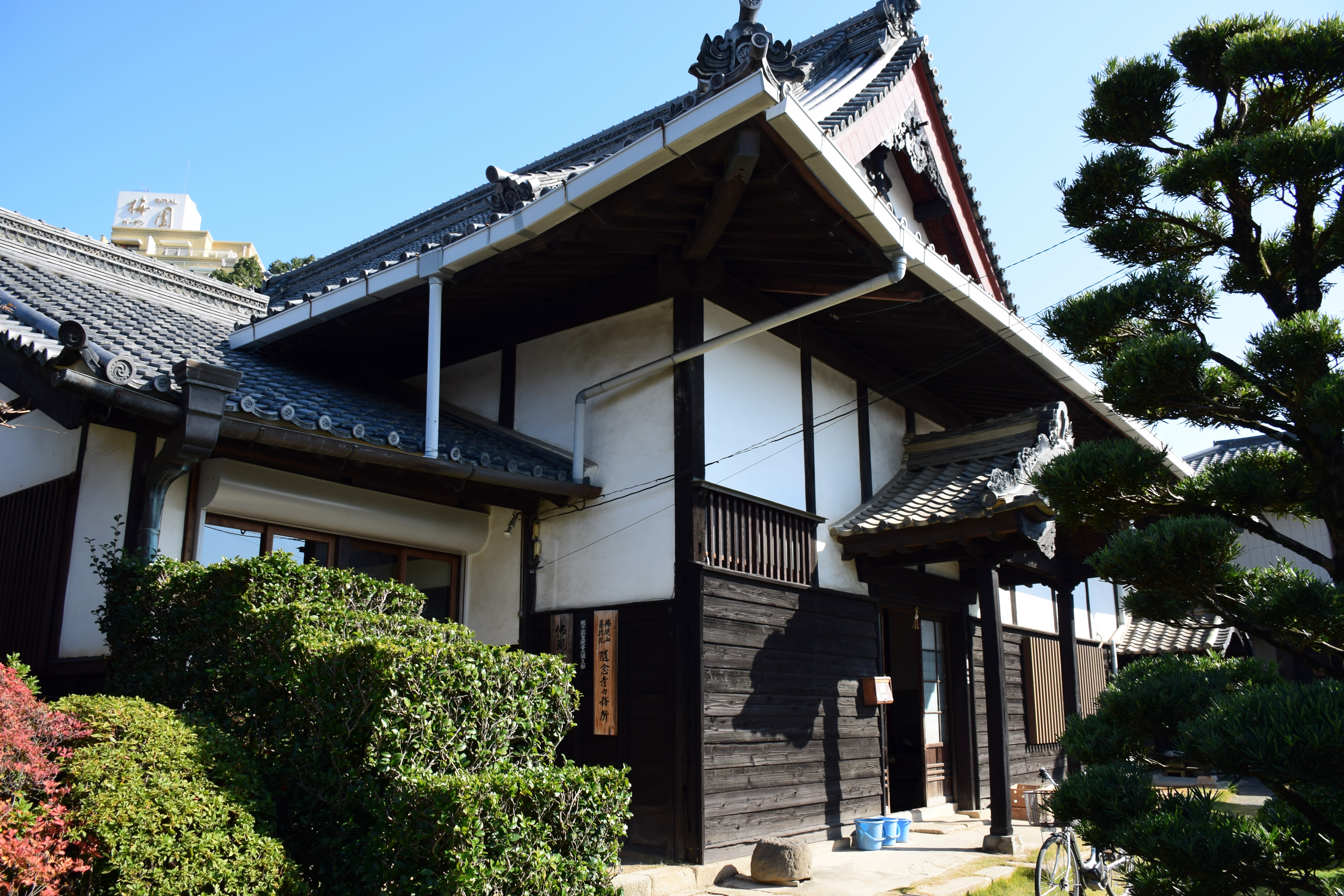
庫裡

明治時代、随念寺は様々な学校の校舎として使われた。境内の庫裡と書院は当時の姿を残すものとして貴重な遺構である。
| 当時の学校名                 | 現在の学校名               | 期間           |
| ---------------------------- | -------------------------- | -------------- |
| 額田郡第一番小学岡崎学校     | 岡崎市立梅園小学校         | 1873年～1899年 |
| 愛知県第二師範学校附属小学校 | 愛知教育大学附属岡崎小学校 | 1901年～1902年 |
| 岡崎町立商業補修学校         | 愛知県立岡崎商業高等学校   | 1902年～1904年 |
| 岡崎町立高等女学校           | 愛知県立岡崎北高等学校     | 1907年～1908年 |

## 文化財
以下の物件が市の指定文化財に指定されている。
| 指定名称                       | 種別   | 指定年月日                | 所在地           |
| ------------------------------ | ------ | ------------------------- | ---------------- |
| 絹本著色松平清康像             | 絵画   | 1960年（昭和35年）3月10日 | 岡崎市美術博物館 |
| 絹本著色釈迦涅槃像             | 絵画   | 1960年（昭和35年）3月10日 | 岡崎市美術博物館 |
| 紙本淡彩十六羅漢像             | 絵画   | 1960年（昭和35年）3月10日 | 岡崎市美術博物館 |
| 紙本著色倫誉上人像             | 絵画   | 1960年（昭和35年）3月10日 | 岡崎市美術博物館 |
| 絹本著色倫誉上人像             | 絵画   | 1960年（昭和35年）3月10日 | 岡崎市美術博物館 |
| 絹本著色張良黄石公像           | 絵画   | 1960年（昭和35年）3月10日 | 岡崎市美術博物館 |
| 絹本著色張飛像・玄徳像・関羽像 | 絵画   | 1960年（昭和35年）3月10日 | 岡崎市美術博物館 |
| 紙本十二ヶ月絵巻               | 絵画   | 1960年（昭和35年）3月10日 | 岡崎市美術博物館 |
| 紙本淡彩反古画帖               | 絵画   | 1960年（昭和35年）3月10日 | 岡崎市美術博物館 |
| 紙本墨画淡彩百盲行旅の図       | 絵画   | 1960年（昭和35年）3月10日 | 岡崎市美術博物館 |
| 雲版                           | 工芸品 | 1960年（昭和35年）3月10日 | 岡崎市美術博物館 |
| 梔子文堆朱香合                 | 工芸品 | 1987年（昭和62年）7月15日 | 岡崎市美術博物館 |
| 絹本金字六字名号               | 書跡   | 1960年（昭和35年）3月10日 | 随念寺           |

## 札所
- 三河三十三観音霊場：第2番

## 交通手段
- 名鉄バス：市民病院方面「中伝馬」停留所下車、北へ300メートル。